# Helopelopia cornuticaudatus
Helopelopia cornuticaudatus is een muggensoort uit de familie van de dansmuggen (Chironomidae). De wetenschappelijke naam van de soort is voor het eerst geldig gepubliceerd in 1925 door Walley.